# فيل إس. جيبسون
فيل إس. جيبسون (بالإنجليزية: Phil S. Gibson) هو محامي وقاضي أمريكي، ولد في 28 نوفمبر 1888 في غرانت سيتي في الولايات المتحدة، وتوفي في 28 أبريل 1984 في مقاطعة مونتيري في الولايات المتحدة.